# Marin Sorescu
Marin Sorescu (Bulzești, 29 de febrer de 1936 - Bucarest, 8 de desembre de 1996) fou un poeta, dramaturg i escriptor romanès. És considerat un dels autors romanesos més coneguts del segle xx.

## Vida
Marin Sorescu va néixer i créixer en una família de camperols d'un poble de la província de Dolj, Oltènia. Després dels estudis primaris al poble, feu l'ensenyament secundari a Craiova. El 1960 va finalitzar els estudis de filologia a la Universitat Alexandru Ioan Cuza de Iași.
Després dels estudis exercí de crític literari en diverses revistes abans de començar a escriure ell mateix. El 1964 va publicar la seva primera obra "Singur printre poeți" (Sol entre poetes), que el donà a conèixer.
Fins a la seva mort publicà nombrosos llibres, traduïts a més de 20 idiomes; principalment publicà poesia, però també obres de teatre i assaig. Fou membre de l'Acadèmia Romanesa (1992)
De 1993 a 1995 fou Ministre de Cultura de Romania en el gabinet de Nicolae Văcăroiu.
Morí el 1996 a Bucarest d'un infart a causa d'una malaltia hepàtica.

## Premis
- Premi de l'Acadèmia Romanesa (1968,1977)
- Medalla d'or de poesia "Napoli ospite", Itàlia (1970)
- Premi de l'Acadèmia romanesa per obres teatrals (1970)
- Premi de poesia "Fernado Riello", Espanya (1983)
- Premi Herder, Àustria (1991)
- Premi de la unió d'autors romanesos

## Traduccions al català
- Traducció de set poesies de Marin Sorescu, in: Funàmbula. Revista interdisciplinària núm. 2 1999 (trad. de Virgil Ani, Joan Fontana, Joan-Maria Jaime i Àlex Pérez).
- Per entre els dies: antologia poètica, trad. de Corina Oproae i Xavier Montoliu Pauli, pròleg de Francesc Parcerisas, Palma, Lleonard Muntaner, 2013